# Tsuruga
Tsuruga (jap. 敦賀市 Tsuruga-shi) – miasto w Japonii, na wyspie Honsiu, w prefekturze Fukui.

## Położenie
Miasto leży w centrum prefektury nad zatoką Tsuruga, która jest częścią zatoki Wakasa (Morze Japońskie). Graniczy z Takashimą w prefekturze Shiga.

## Historia
W pobliżu miasta na półwyspie została zbudowana elektrownia nuklearna. Miało tam miejsce kilka różnego rodzaju awarii, m.in. 25 kwietnia 1981 roku w czasie remontu doszło do wypadku, na skutek którego zostało napromieniowanych 45 robotników. 
W porcie Tsuruga znajduje się Muzeum Ludzkości, w którym zaprezentowane są pamiątki dot. przyjazdu w 1920 roku polskich dzieci osieroconych podczas rewolucji październikowej, a także żydowskich uchodźców w 1940 roku z „wizami na życie” próbujących uniknąć nazistowskich prześladowań z wydanymi przez japońskiego konsula w Kownie Chiune Sugiharę. W muzeum można zobaczyć m.in. eksponaty dotyczące przybycia tych uchodźców do Tsuruga i relacje świadków.

## Miasta partnerskie
- Chiny: Taizhou
- Korea Południowa: Donghae
- Rosja: Nachodka